# トレンス試薬

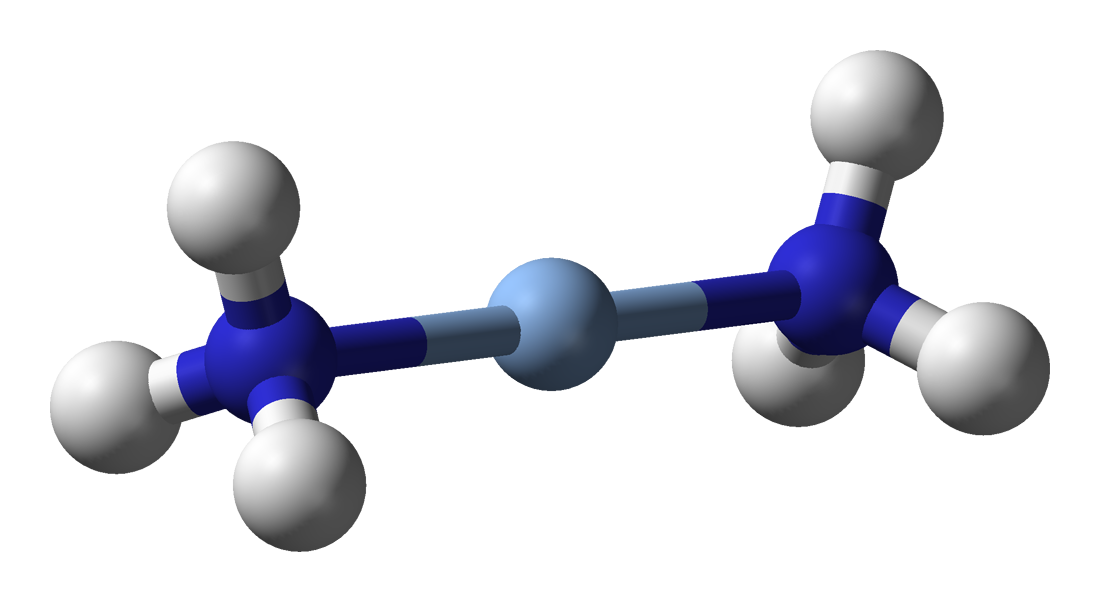
ジアンミン銀(I)イオン[Ag(NH_{3})_{2}]^{+}の球棒モデル

トレンス試薬（トレンスしやく、英：Tollens' reagent）は、アンモニア性硝酸銀水溶液である。硝酸銀水溶液にアンモニア水を加えると、褐色の沈澱を生じるが、さらにアンモニア水を加えると、沈殿が溶けて無色透明な水溶液ができる。Ag(NH3)2OHで表すこともある。実際水溶液中にはジアンミン銀(I)イオン錯体として存在する。アルデヒドや還元糖の検出に用いられる。トレンス試薬の名称は、発見者であるベルンハルト・トレンスの名に由来する。

## 調製
トレンス試薬は、硝酸銀溶液に水酸化ナトリウム溶液を加え、生じた沈殿をアンモニア水を加えて溶解させることで調製される。この際、アンモニア水の添加が過剰になるとアルデヒドや還元糖の検出感度が低下するため、2%ほどの薄いアンモニア水を徐々に加えることでアンモニア過剰になることを防がなければならない。

## 用途

### アルデヒドの検出
ジアンミン銀(I)錯体は、酸化剤であり銀が還元されてガラス面にきれいな銀鏡を作る。これはアルデヒドの検出試験に使われ、カルボン酸が生成する。
2,4-ジニトロフェニルヒドラジンでカルボニル基を確認し、次にトレンス試薬を用いて化合物がアルデヒドであるかケトンであるかを確かめることができる。
アルデヒドまたはケトンにトレンス試薬を加えるとき、試験管の水溶液を加熱する。もし反応物がアルデヒドならば銀鏡が表れる。もしケトンであれば酸化しないので反応は起こらない。ケトンはカルボニル基の炭素に酸化反応が起こる水素原子が無いためである。
また、トレンス試薬はフェーリング液とは異なりギ酸に対しても反応を起こす。

トレンス試薬を使ったアルデヒドの検出

### 銀アセチリド
金属アセチリドはアセチレンの水素の一方、あるいは双方を金属で置換した炭化物の一種の総称である。単にアセチリドとも称する。
アセチレンをアンモニア性硝酸銀水溶液Ag(NH3)2OHに通すと、代表的なアセチリドである銀アセチリド(アセチレン銀)を生じる。
{\displaystyle {\ce {HC\equiv CH\ +2Ag^{+}->AgC\equiv CAg\ +2H^{+}}}}

## 安全性
トレンス試薬は放置すると爆発性の雷銀を生成するため、使用直前に調製する必要がある。また、廃液も酸性にする、塩化ナトリウムを加えるなどの方法で処理する必要がある。